# Milla marina
La milla marina, també anomenada milla nàutica, és una unitat de mesura de longitud utilitzada en la navegació marítima i aèria que equival a 1.852,00 m.

S'acostuma a emprar el símbol nmi (de les primeres lletres de l'anglès nautical mile «milla nàutica»), per bé que, de vegades, es fa servir el nom sencer. Altres símbols usats són M i NM.

Definició de milla marina.

La milla marina s'introduí en la nàutica fa segles amb definicions diferents segons el país. La milla marina internacional fou definida per la First International Extraordinary Hydrographic Conference, a Mònaco, el 1929 com a 1 852 metres exactes. Una milla marina equival a un minut d'arc de meridià, amb una llargària d'1,852 00 km. i fou acceptada per l'Organització Hidrogràfica Internacional i l'Oficina Internacional de Pesos i Mesures (BIPM). Abans les definicions divergien i hagué de passar temps després del 1929 perquè la Unió Soviètica, els Estats Units d'Amèrica i el Regne Unit acceptessin la nova norma internacional.

## Símbols
No hi ha un únic símbol acordat internacionalment, sinó que s'utilitzen diversos símbols:
- nmi és utilitzat per l'Oficina de Publicacions del Govern dels Estats Units[6] i l'Institut d'Enginyers Elèctrics i Electrònics[7].
- NM és utilitzat per l'Organització d'Aviació Civil Internacional[8][9].

- M és utilitzat com a abreviatura de la milla nàutica per l'Organització Hidrogràfica Internacional[10].

Nota: nm és una abreviatura no estàndard utilitzada en algunes aplicacions i textos marítims, inclosos els Pilots Costaners i les Direccions de Navegació del Govern dels Estats Units. Es tracta duna nomenclatura que cal evitar ja que entra en conflicte amb el símbol SI per al nanòmetre.

## Usos
La milla marina l'utilitzen tots els navegants del món, fins i tot aquells que estan acostumats al sistema mètric. La unitat de velocitat, el nus o una milla marina per hora, n'és derivat i equival a 1,852 km/h o 0,514 m/s. Per a calcular la distància entre dos punts en una carta nàutica cal mesurar amb un compàs l'angle entre els dos punts i, després, mesurar de quants minuts d'arc val aquest angle a l'escala de latituds, les laterals. Els meridians tenen tots la mateixa longitud i tots es tallen als pols, mentre que els paral·lels no es tallen en cap punt i disminueixen la longitud des del valor màxim a l'equador fins als pols on és zero. A l'equador 1° de longitud cobreix 60,11 mi (11,321 km), a 80° de latitud només 10,47 mi (19,394 km) i als pols (90° de latitud) zero mi. Els graus dels meridians tampoc són constants per culpa de l'aplanament de la Terra als pols. Tanmateix, la variació és menor, a l'equador un grau equival a 59,72 mi (110,6 km) i 60,31 mi (111,7 km) prop dels pols (0,59 mi o 1,1 km de diferència).

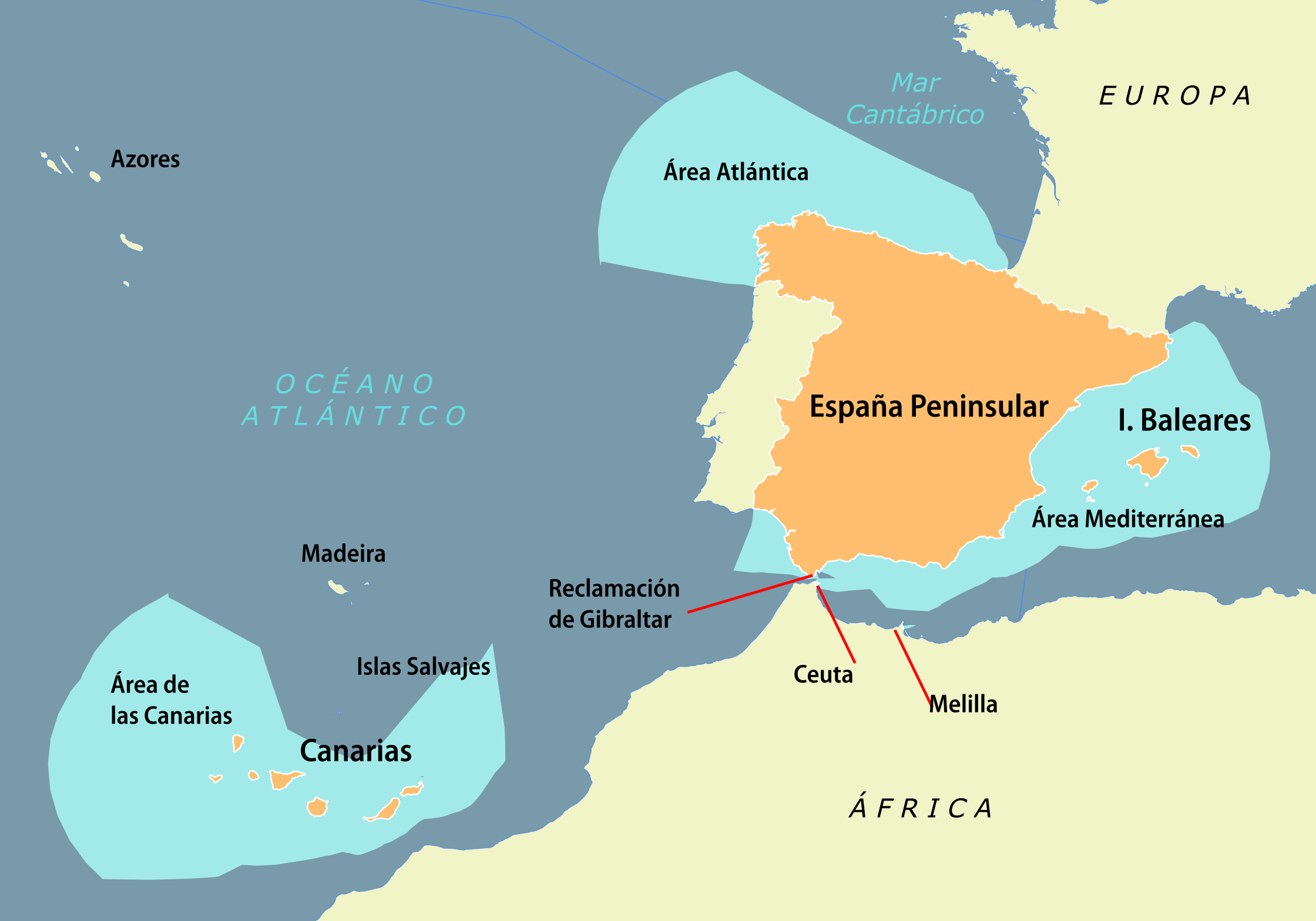
Zona econòmica exclusiva d'Espanya.

Les aigües territorials, o mar territorial d'un país, és la franja de mar adjacent a la costa i sotmesa a la sobirania de l'estat costaner. Actualment, s'estenen fins a les 12 mi de la costa. La zona econòmica exclusiva, també coneguda com a mar patrimonial, és l'àrea del mar sobre la qual l'Estat costaner té drets sobre l'exploració i l'ús dels recursos marítims. S'estén des del límit exterior del mar territorial fins a una distància màxima de 200 mi.
Algunes distàncies entre ports són: Barcelona-Palma 128 mi, Palma-València 140 mi, Maó-Gibraltar 528 mi, Eivissa-Lisboa 702 mi, Tarragona-A Corunya 1.105 mi, Roses-Donòstia 1 498 mi, Lisboa-Nova York 2 935 mi, Tòquio-San Francisco 4.474 mi, San Francisco-Sydney 6.442 mi.

### Càlcul de la distància entre dos punts a partir de la posició

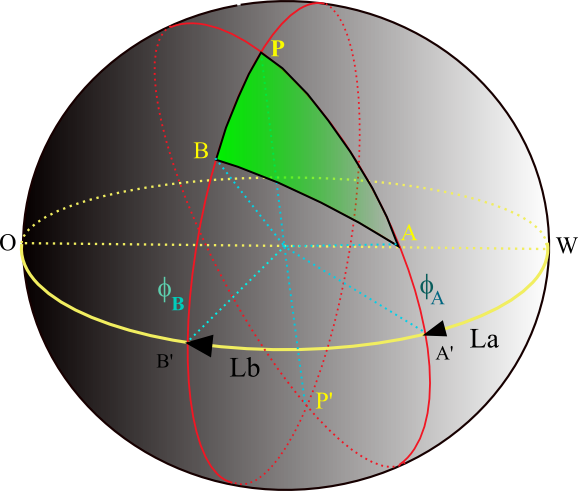
Es vol calcular la distància entre els punts A i B. El cercle groc és l'equador i el punt P el pol Nord geogràfic.

Donades les coordenades geogràfiques de dos punts es pot calcular la distància que els separa sobre la superfície esfèrica de la Terra mitjançant un càlcul de trigonometria esfèrica. Per exemple entre el cap de Favàritx, a Menorca, i el cap de Creus, a Girona.
| Punt                | Latitud        | Longitud | Angle pla complementari de latitud | Angle pla total de longitud |
| ------------------- | -------------- | -------- | ---------------------------------- | --------------------------- |
| A = Cap de Favàritx | ΦA = 40° 00' N | 4° 16' E | 90° – ΦA = 50° 00'                 | 4° 16' – 3° 19' = 57'       |
| B = Cap de Creus    | ΦB = 42° 19' N | 3° 19' E | 90° – ΦB = 47° 41'                 | 4° 16' – 3° 19' = 57'       |

Aplicant la fórmula de Bessel es pot calcular l'angle esfèric γ que formen els dos meridians que passen pels punts A i B i es tallen al pol Nord P: {\displaystyle \cos \gamma =\cos(47^{\circ }41')\cdot \cos(50^{\circ })+\sin(47^{\circ }41')\cdot \sin(50^{\circ })\cdot \cos(57')=0,999}
La distància en milles marines serà:

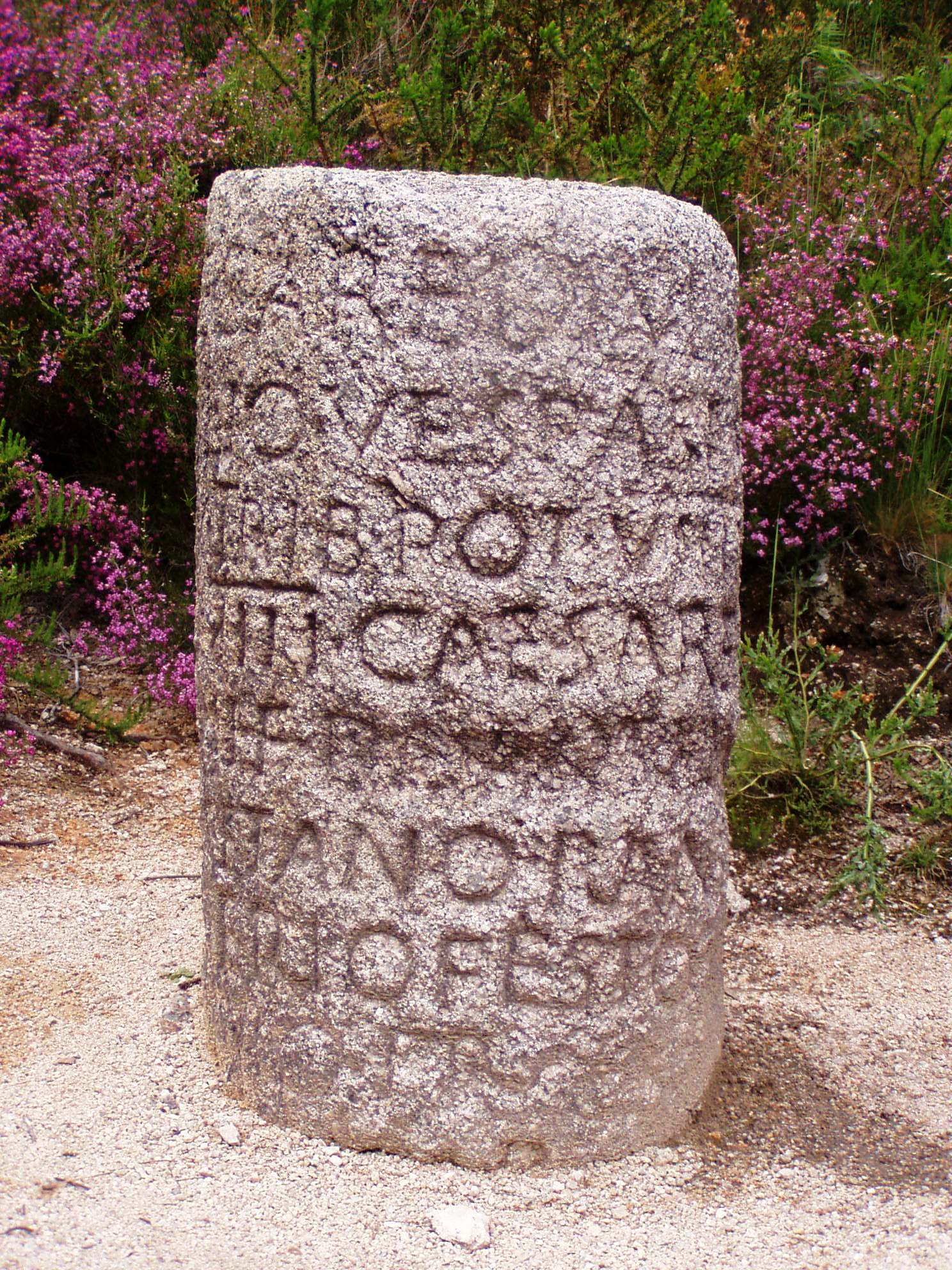
Mil·liari XXIX en la Via Nova romana, que unia Bracara Augusta (Braga) amb Asturica Augusta (Astorga).

{\displaystyle {\overline {AB}}=\arccos(0,999)=2^{\circ }25'=145'=145\;mi}

## Història

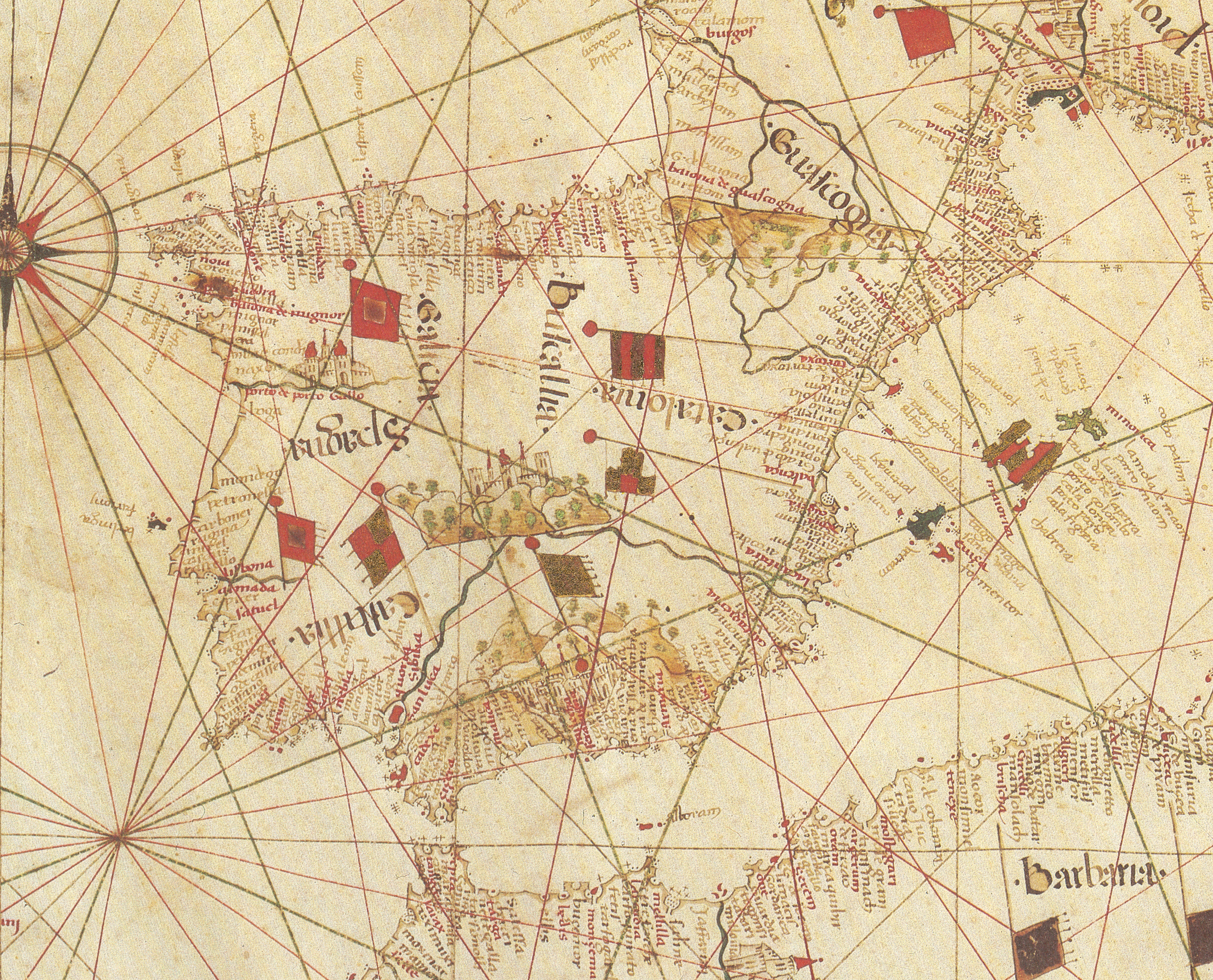
Carta portolana d'Andrea Benincasa (1508).

El mot «milla» prové del llatí mīlle, que significa «mil», i més en concret de la milla romana (mīlle passuum), una mesura de longitud de l'antiga Roma equivalent a mil passes de cinc peus cadascuna i, per tant, equivalent a cinc mil peus (1.479,5 metres). Era equivalent a vuit estadis grecs (1 estadi mesurava uns 185 metres). El nom més comú era mille passuum, però de vegades «passuum» s'ometia.

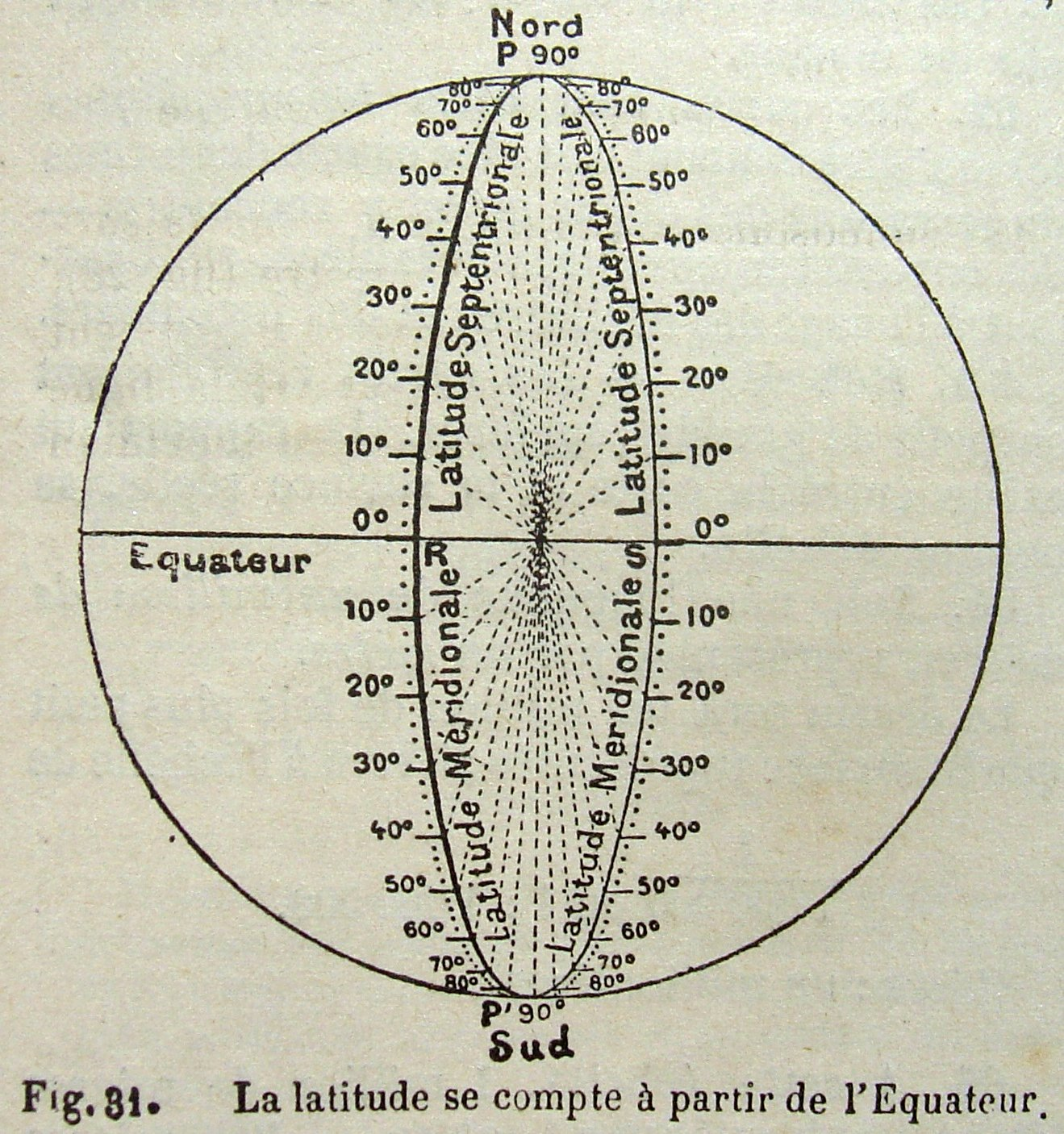
Divisió dels paral·lels en graus al llibre La deuxième année de géographie de Pierre Foncin (1882).

La milla nàutica més llarga establerta a la mar Mediterrània, la milla mediterrània, sembla ser d'uns 1.230 m, o 5/6 de la milla romana. Es va usar a les cartes portolanes de l'edat mitjana i probablement era d'origen grec. Al segle xv també es feia molt ús a la mar de la llegua espanyola, equivalent a 17½ vegades al grau de la longitud del cercle de la Terra (1° = L/360, essent L la longitud del cercle terrestre). És més que probable que les costes de l'oceà Atlàntic a les cartes italianes de l'edat mitjana fossin estudiades amb una milla del mateix ordre de magnitud que la milla romana. A l'època dels grans descobriments sembla que era d'ús general. Els registres de Cristòfor Colom (1436/1451-1506) diuen que va fer servir aquesta milla. El grau equivalia a 56⅔ milles romanes (uns 84 km, un 32 % inferior al valor actual). La milla romana es va continuar utilitzant a la Mediterrània gairebé fins a finals del segle xviii, període durant el qual es va començar a comptar 75 al grau.

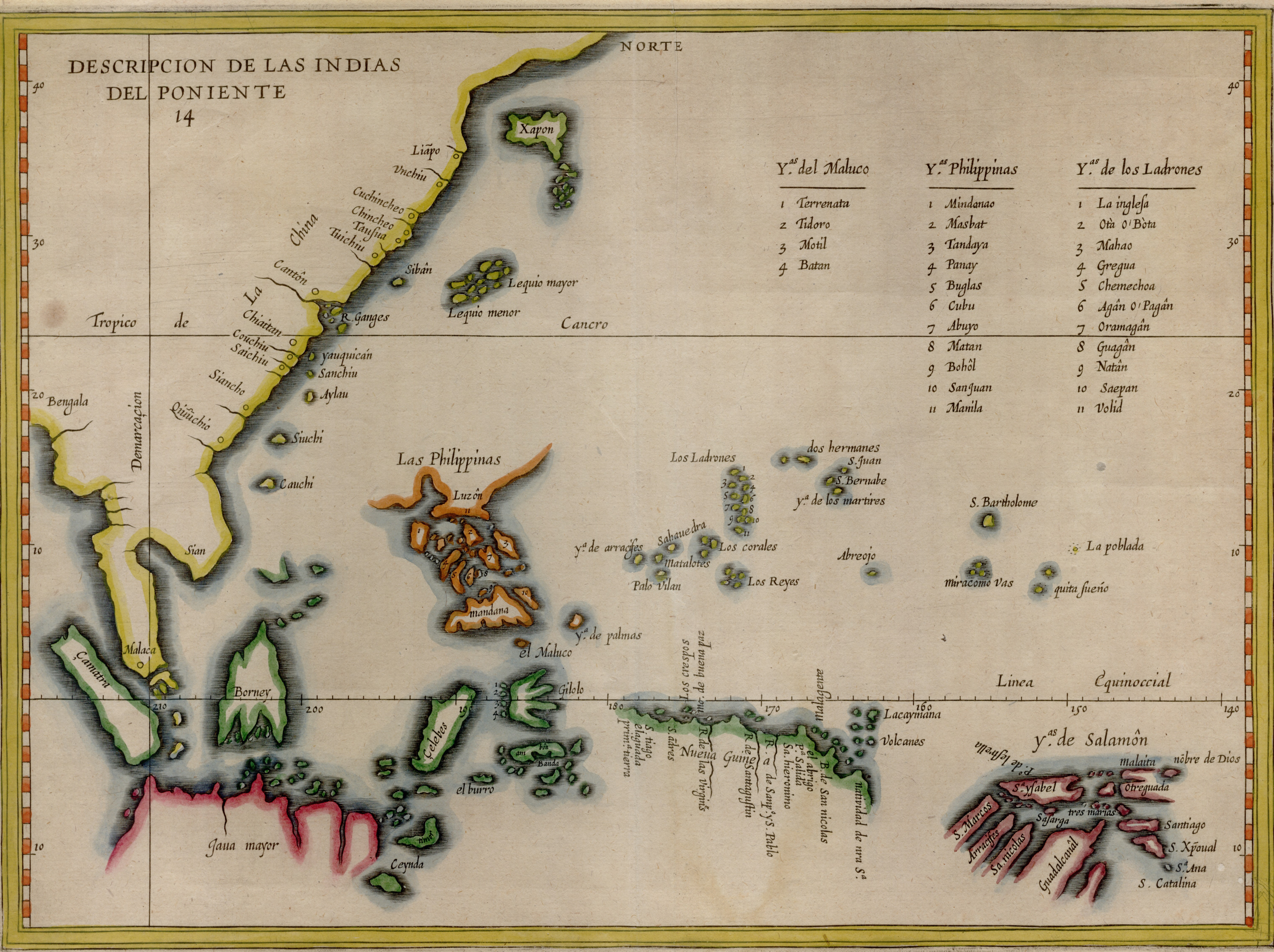
Mapa que representa la línia de demarcació entre els interessos espanyols i portuguesos a les Índies Orientals amb els arxipèlags de les Moluques, Filipines i Marianes (c. 1575).

Les milles que es feren servir des de principis del segle xiv per a la mesura de distàncies al mar: uns 1 230 metres; uns 1.500 m i uns 1.850 m. A més d'aquestes, s'empraven tres milles nàutiques més grans que estaven vinculades a les dues darreres petites milles per una relació fixa: la llegua marítima espanyola igual a 4×1.480 m, 17½ de les quals equivalien a un grau, fent aquest últim d'uns 105 km, mentre que en realitat són 111 km; el lieu marin francès i la british sea league, igual a uns 3×1.500 m, el grau en contenia 20 i, per tant, era d'uns 90 km; i la milla holandesa-alemanya d'uns 5.500 m, 15 de les quals equivalien a un grau, fent així el grau 82,5 km. Aquestes milles es basaven en la mida del grau i, quan es va fer evident que la Terra era més gran del que s'havia suposat anteriorment, es va modificar la longitud de la milla. La milla neerlandesa-alemanya es va modificar de 5.500 a 7.400 m; la milla anglofrancesa d'uns 4.500 a 5.500.
A l'inici del període dels grans descobriments, hi havia tanta incertesa sobre les dimensions de la Terra que les diferències d'opinió arribaven al 50 %. El Regne de Portugal van utilitzar una mesura de 25.200 milles romanes per a la circumferència de la Terra donada per l'antic astrònom grec Eratòstenes (276 aC–?). Per raons polítiques, la Monarquia Hispànica va adoptar la mesura de circumferència, donada per Claudi Ptolemeu (entre 85 i 100–entre 165 i 170), de 18.000 milles romanes. Això va permetre als castellans reclamar les Moluques a les Índies Orientals a principis del segle xvi.

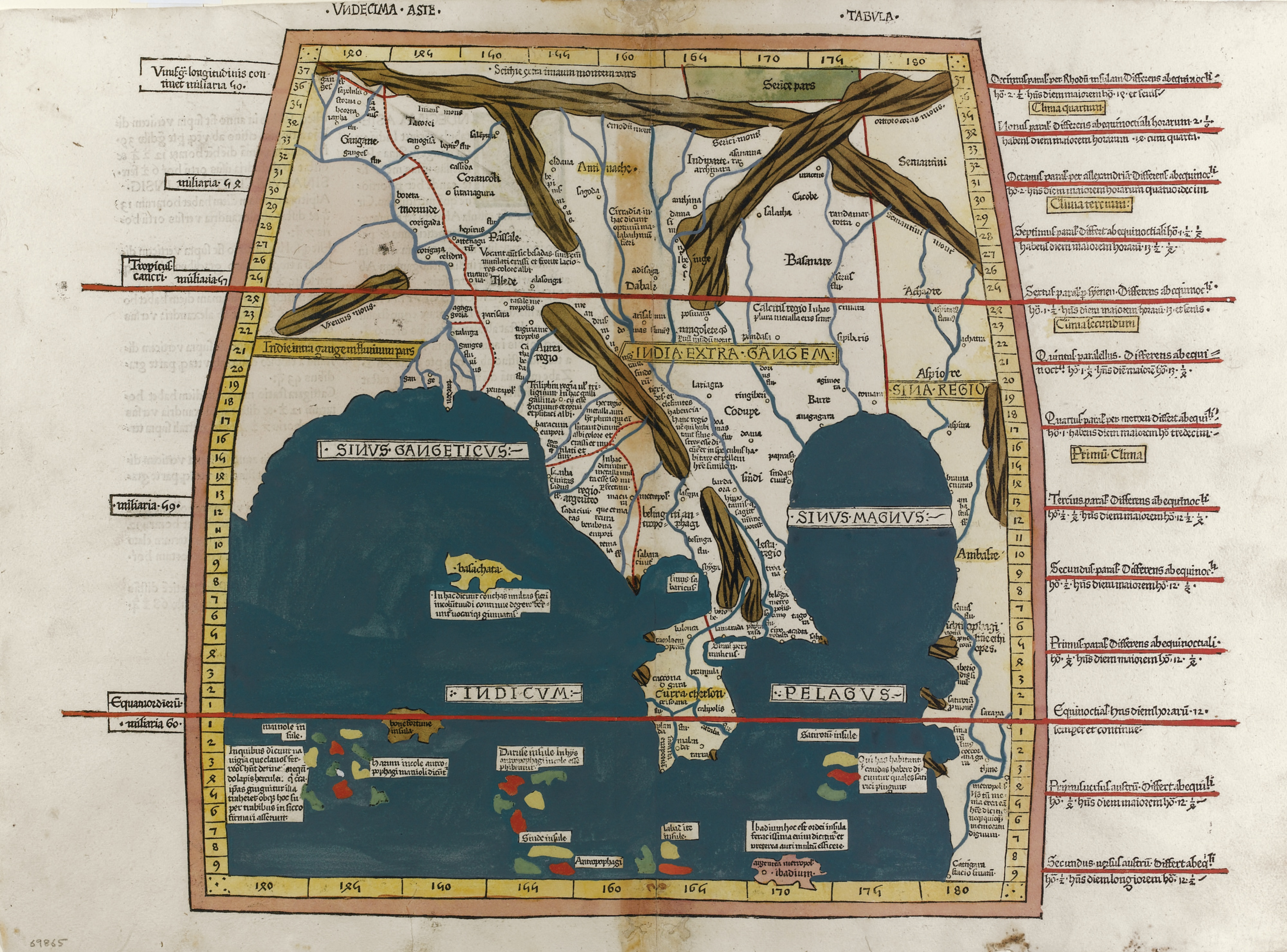
Undècim mapa d'Àsia de Nicolaus Germanus (1482).

Els cosmògrafs van començar a partir del segle xv a comptar amb el grau de 60 milles romanes. Els italians havien estat fent ús d'aquesta milla contínuament i durant algun temps com a mesura terrestre. En una edició de la Geographia de Ptolemeu publicada a Ulm l'any 1482, el grau de 60 milles apareix a la carta del sud d'Àsia. El cartògraf Nicolaus Germanus (c. 1420–c. 1490) ja havia dibuixat la carta per a una edició de Ptolemeu l'any 1466, i és molt possible que fos el creador del grau de 60 milles. El resultat va ser una còmoda divisió del grau en milles senceres. Així va néixer, sense que ningú se n'adonàs, la milla d'un minut d'arc (un grau està dividit en 60 minuts d'arc). En un període en què s'imposava tanta incertesa pel que fa a les dimensions de la Terra, no hi va haver un gran problema en assumir que el grau fos de 60 milles romanes en comptes de 62½ (uns 1.480 m) emprades habitualment en aquell moment.

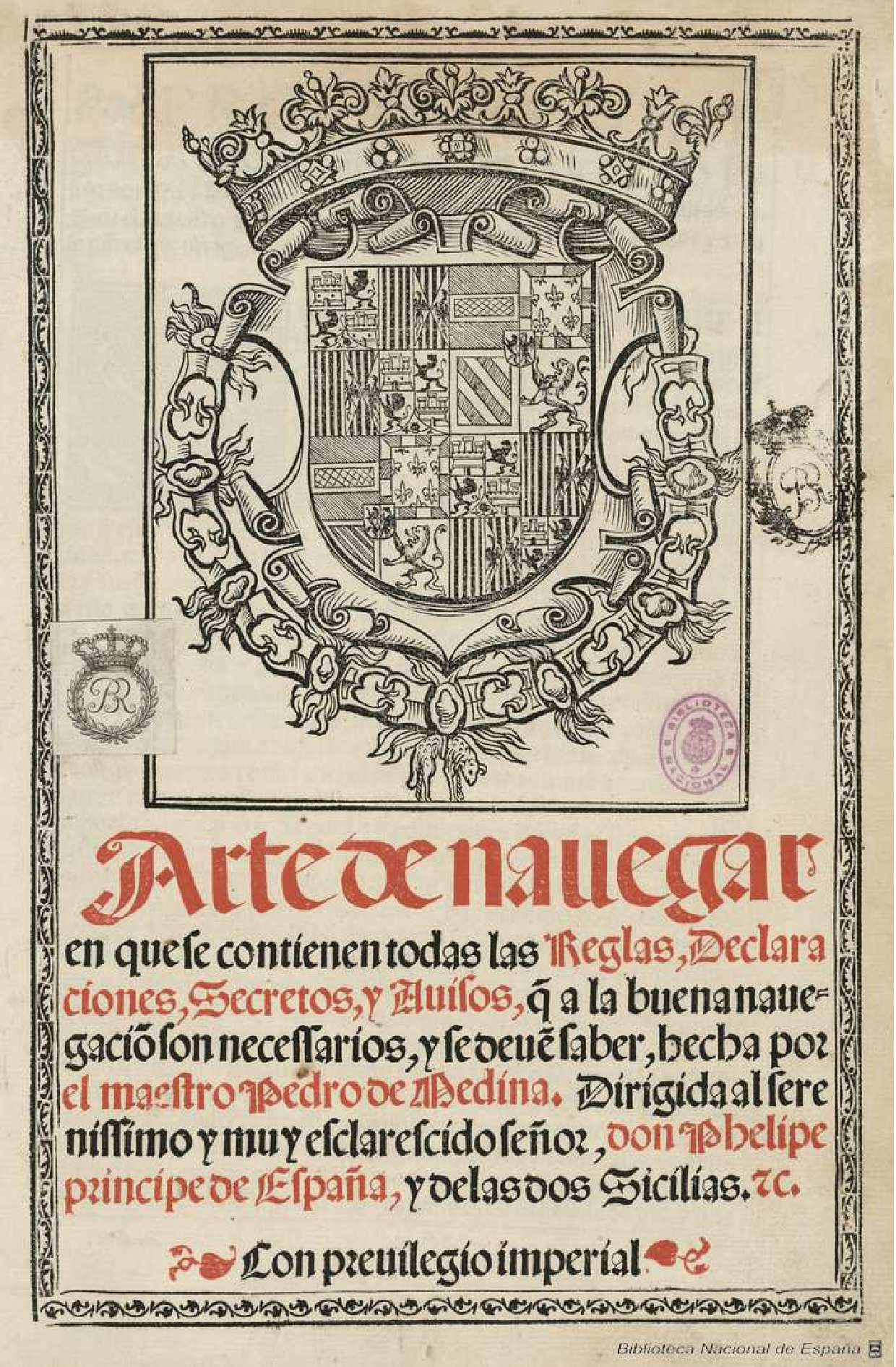
Arte de navegar de Pedro de Medina (1545).

Els navegants italians tenien una opinió diferent, ja que fixaven el grau en 70 milles de la mateixa longitud que l'anterior. El cartògraf Pedro de Medina (1493–1567), en el llibre Arte de Navegar (Sevilla, 1545), no esmenta altres milles que aquestes. A la carta de les Moluques de 1598, la llegenda dona per a les tres escales de milles de la carta, 1° = 17 ½ llegües espanyoles = 70 milles italianes = 15 milles alemanyes.
El 1617, el científic holandès Willebrord Snel van Royen (1580–1626) va completar una nova avaluació de la circumferència de la Terra i va trobar que era de 24.630 milles romanes, major que la d'Eratóstenes (25.200 milles romanes) i a la de Ptolemeu (18.000 milles romanes).
El matemàtic anglès Edmund Gunter (1581–1626) creia que la unitat de distància més acceptable per a un navegant seria aquella en què les mesures de l'angle de la latitud podrien estar relacionades amb la distància recorreguda. El resultat d'aquest raonament va ser prendre un minut d'arc d'un meridià com a igual a la unitat de distància. En acceptar la mesura de Snel van Royen de la circumferència de la Terra, Gunter va definir que la seva «milla nàutica» era igual a 6 080 peus, la longitud d'un minut d'arc a 48°.
La veritable milla marina es pot considerar que data de 1636. El 1637 va aparèixer a Londres el petit llibret, The Sea-man’s Practise, containing a Fundamental Probleme in Navigation, experimentally verified de Richard Norwood (1590?–1675), i mostra que la milla de 5 000 peus és massa curta. Segons l'opinió de Norwood, hi havia diverses raons pels malentesos en relació amb la longitud de la milla. En primer lloc, la falla inherent als mapes. En aquests, de fet, els paral·lels tenien la mateixa longitud a l'equador que als pols, és a dir el minut de latitud no augmentava. Norwood va proposar, després de la seva mesura de l'arc del meridià, fixar la milla a 6.120 peus, i més tard a 6.000 peus. Això és degut al fet que la forma de la Terra no és exactament esfèrica, essent molt propera a la d'un esferoide oblat, una esfera aixafada al llarg de l'eix de pol a pol de tal manera que hi ha com un bony al voltant de l'equador. Aquest bony és degut a la rotació de la Terra, i fa que el diàmetre a l'equador sigui 43 km més gran que el diàmetre dels pols.
Cada país adoptà valors lleugerament diferents per a la milla nàutica i, finalment, la milla marina internacional fou definida per la First International Extraordinary Hydrographic Conference de l'Organització Hidrogràfica Internacional a Mònaco, entre el 9 i el 20 d'abril del 1929. Una milla marina és la longitud d'un minut d'arc de meridià, amb una llargària d'1.852 m. Aquesta definició fou acceptada per l'Oficina Internacional de Pesos i Mesures (BIPM). Hagué de passar temps després del 1929 perquè la Unió Soviètica, els Estats Units d'Amèrica i el Regne Unit acceptessin la nova norma internacional. El Regne Unit tenia una milla marina de 1.853,18 m i els EUA la tenien de 1.853,248 m. Fins al juliol de 1954 els EUA no adoptaren la milla marina internacional.